# Me and My Drummer
Me and My Drummer war eine Band aus Berlin, die bei Sinnbus unter Vertrag stand. Die Musik lässt sich den Genres Indie, Dream Pop und Pop zuordnen.

## Geschichte
Kennengelernt haben sich Charlotte Brandi und Matze Pröllochs am Landestheater Tübingen. Dort schrieben und spielten sie Musik zu Bühnenstücken und traten als Statisten auf. Brandi, die bereits seit ihrem 16. Lebensjahr als Singer/Songwriterin auftrat und Pröllochs, der bereits mit zehn Jahren Schlagzeug in seiner ersten Band spielte, gründeten Me and My Drummer und zogen im Sommer 2010 nach Berlin, um sich ganz der Musik zu widmen. 2011 begannen die Aufnahmen zu ihrem Debütalbum The Hawk, The Beak, The Prey im Radio Buellebrueck Studio von Tobias Siebert. Die erste Single You're a Runner erschien am 20. Januar 2012. Das Album erschien nach ihrer Tour mit der norwegischen Band Einar Stray am 11. Mai 2012. Bis Ende 2012 befanden sich Me and My Drummer auf Europatour; Anfang 2013 spielte die Band weitere Konzerte in Deutschland mit Enno Bunger im Rahmen der Reihe Tv Noir Konzerte. Im Februar 2014 waren Me and My Drummer mit Kat Frankie unter dem Projektnamen „me&katfrankie&mydrummer“ auf Tournee in Deutschland.
Das zweite Studioalbum der Band mit dem Titel Love Is a Fridge erschien im Februar 2016 und stieg in die Deutschen Albumcharts ein. Nach weiteren Konzerten in Deutschland und Europa und der Veröffentlichung eines letzten gemeinsamen Liedes kündigte die Band im September 2018 ihre Auflösung an, um sich eigenen Projekten zu widmen. Brandi veröffentlichte 2019 (The Magician) und 2020 (An das Angstland) Soloalben.

## Stil
Stilistisch ist die Musik der Band in den Bereichen Pop und Indie bzw. Dream Pop anzusiedeln. Der großteils minimalistische Sound aus Piano/Keyboard und Schlagzeug wird stellenweise angereichert mit flächigen Synthesizerklängen und Chorpassagen.

## Diskografie

### Studioalben
| Jahr | Titel                        | Höchstplatzierung, Gesamtwochen, AuszeichnungChartsChartplatzierungen (Jahr, Titel, Platzierungen, Wochen, Auszeichnungen, Anmerkungen) | Anmerkungen                            |
| Jahr | Titel                        | DE | Anmerkungen                            |
| ---- | ---------------------------- | --- | -------------------------------------- |
| 2012 | The Hawk, the Beak, the Prey | — | Erstveröffentlichung: 11. Mai 2012     |
| 2016 | Love Is a Fridge             | DE87 (1 Wo.)DE | Erstveröffentlichung: 12. Februar 2016 |

### Singles
- 2012: You’re a Runner
- 2012: Heavy Weight
- 2012: Don’t Be so Hot
- 2015: Blue Splinter View
- 2016: Pentonville Road
- 2016: Gun
- 2017: Bloodmoon